# Plastic Beach
Plastic Beach is het derde studioalbum van Gorillaz en werd uitgebracht op 5 maart 2010. In de Verenigde Staten verschijnt het album een dag later via Virgin Records. De eerste single "Stylo" wordt uitgebracht op 26 januari, maar was een week eerder al te horen via het internet.
De volledige details van Plastic Beach werden op 20 januari verspreid. Het album bevat gastoptredens van onder andere Snoop Dogg, Lou Reed, Mos Def en The Clash-leden Mick Jones en Paul Simonon.

## Nummers
| Nr. | Titel                                                                                 | Duur |
| --- | ------------------------------------------------------------------------------------- | ---- |
| 1.  | Orchestral Intro (met Sinfonia ViVA)                                                  |      |
| 2.  | Welcome to the World of the Plastic Beach (met Snoop Dogg en Hypnotic Brass Ensemble) |      |
| 3.  | White Flag (met Kano, Bashy en The National Orchestra for Arabic Music)               |      |
| 4.  | Rhinestone Eyes                                                                       |      |
| 5.  | Stylo (met Bobby Womack en Mos Def)                                                   |      |
| 6.  | Superfast Jellyfish (met Gruff Rhys en De La Soul)                                    |      |
| 7.  | Empire Ants (met Little Dragon)                                                       |      |
| 8.  | Glitter Freeze (met Mark E. Smith)                                                    |      |
| 9.  | Some Kind Of Nature (met Lou Reed)                                                    |      |
| 10. | On Melancholy Hill                                                                    |      |
| 11. | Broken                                                                                |      |
| 12. | Sweepstakes (met Mos Def en Hypnotic Brass Ensemble)                                  |      |
| 13. | Plastic Beach (met Mick Jones en Paul Simonon)                                        |      |
| 14. | To Binge (met Little Dragon)                                                          |      |
| 15. | Cloud of Unknowing (met Bobby Womack en Sinfonia ViVA)                                |      |
| 16. | Pirate Jet                                                                            |      |

## Hitnotering
| "Plastic Beach" in de Nederlandse Album Top 100 - binnen: 13-03-2010 | "Plastic Beach" in de Nederlandse Album Top 100 - binnen: 13-03-2010 | "Plastic Beach" in de Nederlandse Album Top 100 - binnen: 13-03-2010 | "Plastic Beach" in de Nederlandse Album Top 100 - binnen: 13-03-2010 | "Plastic Beach" in de Nederlandse Album Top 100 - binnen: 13-03-2010 | "Plastic Beach" in de Nederlandse Album Top 100 - binnen: 13-03-2010 | "Plastic Beach" in de Nederlandse Album Top 100 - binnen: 13-03-2010 | "Plastic Beach" in de Nederlandse Album Top 100 - binnen: 13-03-2010 | "Plastic Beach" in de Nederlandse Album Top 100 - binnen: 13-03-2010 | "Plastic Beach" in de Nederlandse Album Top 100 - binnen: 13-03-2010 | "Plastic Beach" in de Nederlandse Album Top 100 - binnen: 13-03-2010 | "Plastic Beach" in de Nederlandse Album Top 100 - binnen: 13-03-2010 | "Plastic Beach" in de Nederlandse Album Top 100 - binnen: 13-03-2010 | "Plastic Beach" in de Nederlandse Album Top 100 - binnen: 13-03-2010 | "Plastic Beach" in de Nederlandse Album Top 100 - binnen: 13-03-2010 | "Plastic Beach" in de Nederlandse Album Top 100 - binnen: 13-03-2010 | "Plastic Beach" in de Nederlandse Album Top 100 - binnen: 13-03-2010 | "Plastic Beach" in de Nederlandse Album Top 100 - binnen: 13-03-2010 | "Plastic Beach" in de Nederlandse Album Top 100 - binnen: 13-03-2010 | "Plastic Beach" in de Nederlandse Album Top 100 - binnen: 13-03-2010 | "Plastic Beach" in de Nederlandse Album Top 100 - binnen: 13-03-2010 | "Plastic Beach" in de Nederlandse Album Top 100 - binnen: 13-03-2010 | "Plastic Beach" in de Nederlandse Album Top 100 - binnen: 13-03-2010 | "Plastic Beach" in de Nederlandse Album Top 100 - binnen: 13-03-2010 | "Plastic Beach" in de Nederlandse Album Top 100 - binnen: 13-03-2010 | "Plastic Beach" in de Nederlandse Album Top 100 - binnen: 13-03-2010 | "Plastic Beach" in de Nederlandse Album Top 100 - binnen: 13-03-2010 | "Plastic Beach" in de Nederlandse Album Top 100 - binnen: 13-03-2010 | "Plastic Beach" in de Nederlandse Album Top 100 - binnen: 13-03-2010 | "Plastic Beach" in de Nederlandse Album Top 100 - binnen: 13-03-2010 | "Plastic Beach" in de Nederlandse Album Top 100 - binnen: 13-03-2010 |
| Week                                                                 | 01                                                                   | 02                                                                   | 03                                                                   | 04                                                                   | 05                                                                   | 06                                                                   | 07                                                                   | 08                                                                   | 09                                                                   | 10                                                                   | 11                                                                   | 12                                                                   | 13                                                                   | 14                                                                   | 15                                                                   | 16                                                                   | 17                                                                   | 18                                                                   | 19                                                                   | 20                                                                   | 21                                                                   | 22                                                                   | 23                                                                   | 24                                                                   | 25                                                                   | 26                                                                   | 27                                                                   | 28                                                                   | 29                                                                   | 30                                                                   |
| -------------------------------------------------------------------- | -------------------------------------------------------------------- | -------------------------------------------------------------------- | -------------------------------------------------------------------- | -------------------------------------------------------------------- | -------------------------------------------------------------------- | -------------------------------------------------------------------- | -------------------------------------------------------------------- | -------------------------------------------------------------------- | -------------------------------------------------------------------- | -------------------------------------------------------------------- | -------------------------------------------------------------------- | -------------------------------------------------------------------- | -------------------------------------------------------------------- | -------------------------------------------------------------------- | -------------------------------------------------------------------- | -------------------------------------------------------------------- | -------------------------------------------------------------------- | -------------------------------------------------------------------- | -------------------------------------------------------------------- | -------------------------------------------------------------------- | -------------------------------------------------------------------- | -------------------------------------------------------------------- | -------------------------------------------------------------------- | -------------------------------------------------------------------- | -------------------------------------------------------------------- | -------------------------------------------------------------------- | -------------------------------------------------------------------- | -------------------------------------------------------------------- | -------------------------------------------------------------------- | -------------------------------------------------------------------- |
| Nummer                                                               | 8                                                                    | 13                                                                   | 17                                                                   | 29                                                                   | 34                                                                   | 39                                                                   | 44                                                                   | 49                                                                   | 41                                                                   | 53                                                                   | 56                                                                   | 57                                                                   | 75                                                                   | 69                                                                   | 78                                                                   | 87                                                                   | 69                                                                   | 72                                                                   | 76                                                                   | 69                                                                   | 83                                                                   | 71                                                                   | 84                                                                   |                                                                      |                                                                      |                                                                      |                                                                      |                                                                      |                                                                      |                                                                      |

Damon Albarn · Jamie Hewlett